# Stefan Brauburger

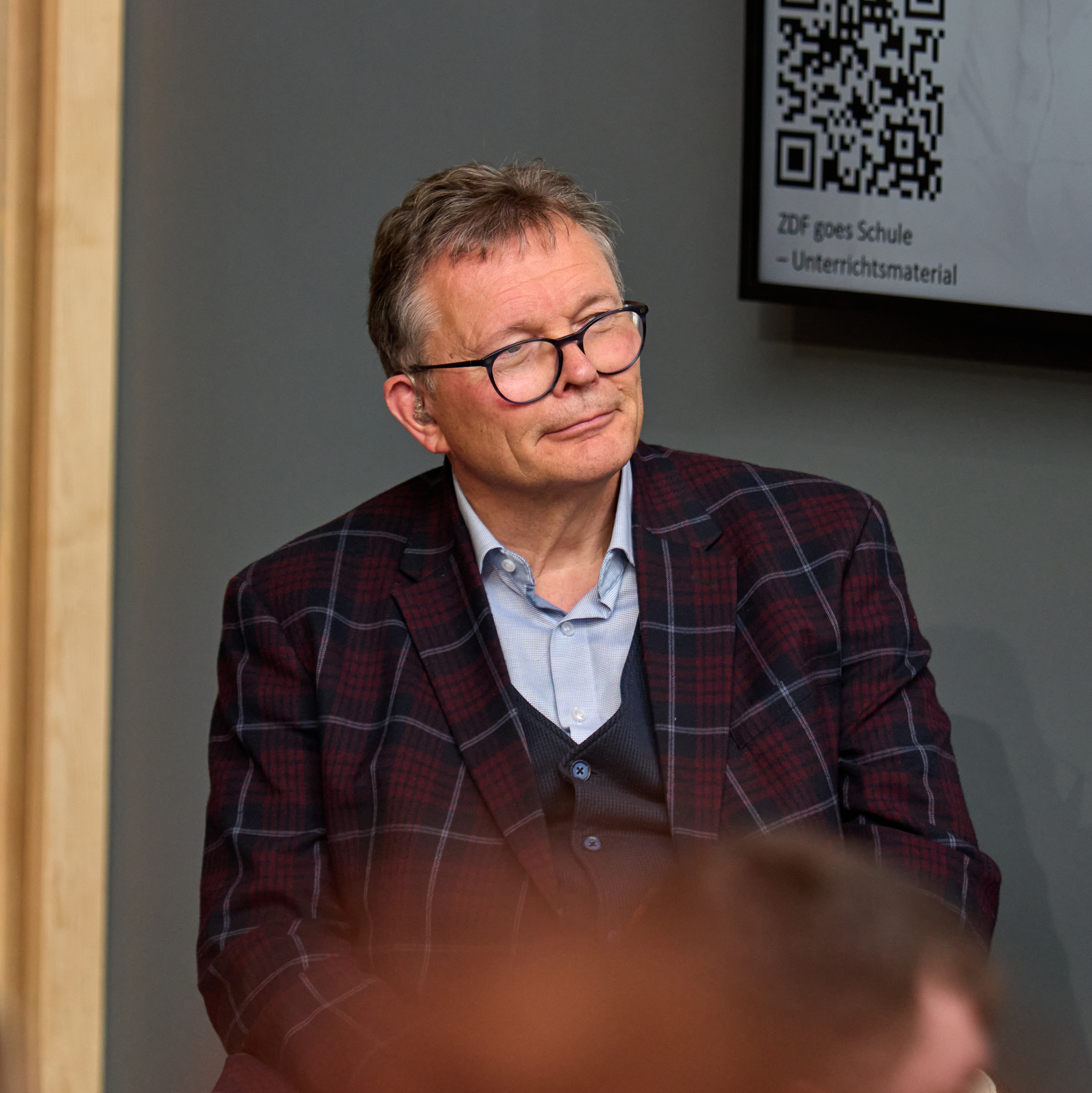
Stefan Brauburger, 2025

Stefan Brauburger (* 4. Januar 1962 in Limburg an der Lahn) ist ein deutscher Dokumentarfilmer, Buchautor und Historiker. Er ist seit 2013 Leiter der ZDF-Redaktion „Zeitgeschichte“.

## Leben
Brauburger studierte Politikwissenschaft, Geschichte und Pädagogik (M.A.). Danach war er u. a. in das Forschungsprojekt „Der deutsche Weg“ am Institut für Politikwissenschaft der Johannes Gutenberg-Universität Mainz eingebunden.
1991 kam er zunächst als freier Mitarbeiter zur ZDF-Redaktion „Zeitgeschichte“. Von 1995 bis 1997 war er Programmreferent von Chefredakteur Klaus Bresser. 1998 wurde er stellvertretender Leiter des Programmbereichs „Zeitgeschichte“. 2013 übernahm er die Leitung der Redaktion „Zeitgeschichte“ in der HR Kultur, Geschichte und Wissenschaft.
Er ist Mitinitiator des Projekts Gedächtnis der Nation und verfasste Beiträge u. a. für ZDF-History und das heute-journal. Außerdem begleitete er zahlreiche Filme und Dokumentationen redaktionell und ist Mitautor (mit Peter Arens und Guido Knopp) mehrerer Bücher.

## Auszeichnungen
- 1998: Karl-Friedrich-Schinkel-Ring des Deutschen Nationalkomitees für Denkmalschutz

## Schriften (Auswahl)
- Wernher von Braun. Ein deutsches Genie zwischen Untergangswahn und Raketenträumen. Pendo, München 2000, ISBN 978-3-86612-228-4.
- Die Nervenprobe. Schauplatz Kuba. Als die Welt am Abgrund stand. Mit einem Vorwort von Guido Knopp, Campus, Frankfurt am Main u. a. 2002, ISBN 3-593-37096-4.
- mit Guido Knopp, Peter Arens: Die Deutschen. Mehrteilig, Bertelsmann, München 2008/2010.
- mit Guido Knopp, Peter Arens: Der Heilige Krieg. Mohammed, die Kreuzritter und der 11. September. Bertelsmann, München 2011, ISBN 978-3-570-10079-0.
- mit Peter Arens: Frauen, die Geschichte machten. Kleopatra, Jeanne d'Arc, Elisabeth I., Katharina die Große, Königin Luise, Sophie Scholl. Bertelsmann, München 2013, ISBN 978-3-570-10171-1.
- mit Peter Arens: Die Deutschlandsaga. Woher wir kommen – wovon wir träumen – wer wir sind. Bertelsmann, München 2014, ISBN 978-3-570-10240-4.

## Filmografie (Auswahl)
- 1999: 100 Jahre – Der Countdown (Drehbuch)
- 1999: Kanzler – Die Mächtigen der Republik (Drehbuch, Episodenregie)
- 2000: Deutschlandspiel (Redaktion)
- 2001: Hitlers Frauen (Episodenregie)
- 2002: Die Nervenprobe – Kuba-Krise '62 (Drehbuch, Regie)
- 2002: Die SS – Eine Warnung der Geschichte (Drehbuch, Episodenregie)
- 2002: Der Jahrhundertkrieg (Episodenregie)
- 2003: Die Gefangenen (Drehbuch, Episodenregie)
- 2003: Stalin (Episodenregie)
- 2003: Unsere Besten (Chefredaktion)
- 2004: Sie wollten Hitler töten (Drehbuch, Episodenregie)
- 2004: Hitlers Manager (Episodenregie)
- 2005: Joseph Ratzinger – Die Jugend des Papstes (Drehbuch)
- 2005: Der Sturm (Episodenregie)
- 2006: Die Hölle von Verdun (Regie)
- 2006: Die Kinder der Flucht (Redaktion)
- 2008: Die Deutschen (Produktionsteam)
- 2009: Der Raketenmann – Wernher von Braun und der Traum vom Mond (Drehbuch)
- 2010: Helmut Kohl – Kanzler der Einheit (Drehbuch, Regie)
- 2010: Die Wege der Deutschen (Drehbuch)
- 2011: Geheimnisse des 'Dritten Reichs' (Episodenregie)
- 2011: Nazi Underworld (Episodenregie)
- 2012: Weltenbrand (Episodenregie)
- 2013: Geliebte Feinde – Die Deutschen und die Franzosen (Redaktionsleitung)